# Andreas Menger
Andreas Menger (* 11. September 1972 in West-Berlin) ist ein ehemaliger deutscher Fußballtorwart und heutiger Torwarttrainer.

## Spielerlaufbahn
Menger begann mit dem Fußballspielen bei Tennis Borussia Berlin. Er kam als B-Jugendlicher zum SSV Reutlingen 05, da sein Vater eine neue Anstellung in Tübingen gefunden hatte und spielte zeitweise beim örtlichen SV Unterjesingen, ehe er 1991 zum SSV Ulm 1846 in die Oberliga Baden-Württemberg wechselte.
Mit seinem neuen Klub gewann er 1992 den WFV-Pokal, im DFB-Pokal 1992/93 erreichte die Amateurmannschaft die dritte Runde. In der Spielzeit 1993/94 erreichte er mit der Mannschaft als Tabellenführer die Aufstiegsrunde zur 2. Bundesliga. Hinter dem FSV Frankfurt verpasste sie jedoch die Rückkehr in die Zweitklassigkeit, die „Spatzen“ qualifizierten sich aber für die neu geschaffene Regionalliga und gewannen erneut den WFV-Pokal.
Dennoch verabschiedete Menger sich aus dem Schwäbischen, die Vereinsleitung um Edgar Burkart überzeugte ihn von einem Wechsel zur SpVgg Fürth. In der Regionalliga 1994/95 platzierte er sich mit der Mannschaft im vorderen Ligabereich. Zur Saison 1996/97 kam der Beitritt der TSV Vestenbergsgreuth, der dem Trainer Armin Veh die Wahl zwischen den Torhütern Günther Reichold und Menger einbrachte. Mit guten Leistungen setzte er sich zwischen den Pfosten fest und war mit 28 Gegentoren einer der Garanten für den Aufstieg als Tabellenzweiter hinter dem fränkischen Rivalen 1. FC Nürnberg.
Die guten Leistungen Mengers hatten höherklassig das Interesse geweckt, im Sommer 1997 verpflichtete ihn der 1. FC Köln. Der Verein war ein knappes Jahr nach dem Wechsel von Bodo Illgner zu Real Madrid noch immer auf der Suche nach einer dauerhaften Lösung auf der Torwartposition. Menger setzte sich schnell als Nummer eins durch und blieb die gesamte Saison Stammtorhüter, an deren Ende allerdings der erste Abstieg des Vereins in die Zweite Bundesliga stand.
In der Winterpause 98/99 ging Menger zum Erstligisten MSV Duisburg, wo er zunächst Ersatztorhüter hinter Gintaras Staučė war und erst gegen Ende der Saison zweimal spielte. In der folgenden Saison wechselten sich Menger und Staučė im Duisburger Tor ab, wobei Menger zu zehn Einsätzen kam.
Nach dem Abstieg der „Zebras“ zum Saisonende 1999/2000 war sein dortiges Engagement beendet. In der folgenden Winterpause wurde er vom Bundesligisten Eintracht Frankfurt unter Vertrag genommen.

## Trainerlaufbahn
In unmittelbarer Fortsetzung übernahm Menger bei der Eintracht den Posten des Torwarttrainers und blieb dies sieben Jahre. Zur Saison 2011/2012 wechselte Menger zum VfB Stuttgart, wo er ebenfalls Torwarttrainer war. Am 8. Januar 2013 verlängerte Andreas Menger seinen Vertrag beim VfB bis Ende Juni 2016. Am 24. November 2015 wurde das komplette Trainerteam um Alexander Zorniger von der Beschäftigung freigestellt. Zur Spielzeit 2016/17 wurde er Torwarttrainer beim Zweitligisten TSV 1860 München. Menger war vom 1. Januar 2018 bis zum 20. Juni 2021 Torwarttrainer des 1. FC Köln. Seit der Saison 2021/22 ist er Torwarttrainer bei Hertha BSC.

## Statistik
- 1. Bundesliga
33 Spiele 1. FC Köln
12 Spiele MSV Duisburg

- 2. Bundesliga
8 Spiele 1. FC Köln

- DFB-Pokal
2 Spiele 1. FC Köln

- UI-Cup
4 Spiele 1. FC Köln
2 Spiele MSV Duisburg